# Qemal Stafa-stadion
Qemal Stafa-stadion (albanska: Stadiumi Kombëtar "Qemal Stafa") var en fotbollsarena i Albaniens huvudstad Tirana, döpt efter Qemal Stafa. Arenan var även Albaniens nationalstadion och landets största. Arenan stängdes efter matchen mellan Albanien och Schweiz den 11 oktober 2013 och den revs i juni 2016 för att ge plats åt Arena Kombëtare. Albaniens landslags matcher spelas under tiden på Elbasan Arena i Elbasan och Loro Boriçi-stadion i Shkodra. 

## Historia
Arenan började konstrueras 1939 och den invigdes 1946 i samband med Balkancupen, som slutligen vanns av Albaniens herrlandslag i fotboll. Arenan har använts för fotbollsmatcher i albanska superligan och för internationella matcher, för friidrottsevenemang och för de sex albanska Spartakiaderna. Även om stadions kapacitet 1975 ökades till 35 000 åskådare minskades den senare år på 1990-talet sedan man tagit bort ståplatserna. Den nya kapaciteten, som gällde tills den revs, var 19 600 åskådare.

## Framtid

### Stadiumi i ri
Den första planen på en ny stadion på området kallades för Stadiumi i ri (nya stadion). Detta arbete var planerat att inledas direkt efter att kvalet till EM 2012 har avslutats, men så blev inte fallet då Qemal Stafa fick stå kvar även efter EM-kvalet. Planerna hade redan godkänts av Federata Shqiptare e Futbollit samt den albanska regeringen, vilka skulle dela äganderätten till den nya arenan mellan sig; fotbollsfederationen skulle erhålla 75% medan regeringen skulle stå för de resterande 25 procenten. Den nya arenan var tänkt att få namnet Stadiumi i ri, på svenska "nya stadion". Den nya arenan, som tänktes ha en kapacitet på över 33 000 åskådare beräknades att kosta 60 miljoner euro. Den nya arenan skulle endast att arrangera fotbollsevenemang; löparbanorna, som återfanns på Qemal Stafa-stadion, togs bort. Arenan tänktes ha formen av Albaniens geografiska form, och dess utsida skulle färgas röd och svart, efter färgerna på Albaniens flagga. Utsidan var även tänkt att ha en ruggad yta för att efterlikna Tiranas bergiga skyline. Arenan beräknades nå den högsta klassen på UEFA:s arenaranking.
Denna plan skrotades sedermera och ersattes av planerna på Arena Kombëtare.

### Arena Kombëtare
Den nya nationalarenan i Tirana som kommer att stå på samma plats som Qemal Stafa stod kommer istället att kallas Arena Kombëtare. Den tilltänkta kapaciteten är 22 500 åskådare vilket kommer att göra den till störst i landet. Planen var att arenan skulle stå klar sommaren 2018 då landslaget skulle inleda EM-kval samma höst.

### Fotnoter
1. ↑  ”Stadiums in Albania”. World Stadiums. Arkiverad från originalet den 25 juli 2017. https://web.archive.org/web/20170725151705/http://www.worldstadiums.com/europe/countries/albania.shtml. Läst 26 mars 2011. (engelska)
2. ↑  ”Stadiumi i ri 60 milione euro”. FSHF. Arkiverad från originalet den 7 februari 2011. https://web.archive.org/web/20110207213724/http://www.fshf.org/artikull/stadiumi-i-ri-60-milione-euro. (albanska)
3. ↑  ”Stadiumi i ri si harta e Shqipërisë”. Top Channel. Arkiverad från originalet den 23 oktober 2010. https://web.archive.org/web/20101023071231/http://top-channel.tv/video.php?id=19294. (albanska)
4. ↑  ”CONCEPT DESIGN FINAL PRESENTATION”. Fenwick Ibarren Architects/FSHF. Arkiverad från originalet den 26 juli 2011. https://web.archive.org/web/20110726072608/http://www.fshf.org/sites/default/files/attachments/CONCEPT%20FINAL%20PRESENTATION.pdf. (engelska)